# Felicific calculus
Felicific calculus (rachunek szczęśliwości) – teoretyczny algorytm ludzkiego działania zdefiniowany przez Jeremy'ego Benthama stanowiący podstawę jego koncepcji antropologicznej.
Algorytm ten opisuje ludzkie działanie jako dążenie do przyjemności i unikanie przykrości. Ta ogólna zasada została przez Benthama sprecyzowana przez zdefiniowanie wielu rodzajów przyjemności, do których człowiek dąży i przykrości, których unika oraz opis przykładowych sytuacji, w których dokonuje się wybór między poszczególnymi rodzajami przyjemności.
Szczególnym problemem poruszonym przez Benthama była sytuacja wymiany przykrości za przyjemność jak np. praca w tym ujęciu jest taką wymianą polegającą na zamianie gotowości do znoszenia przykrości (pracy) na przyjemności wynikające z  możliwości wykorzystania zapłaty.
Koncepcja Benthama została poddana surowej krytyce przez Marksa i jego następców, niemieckich pionierów socjologii, a także przez amerykańskich pragmatystów. Za jego podstawowy mankament uznano niezdolność do wyjaśnienia konkretnych ludzkich zachowań w złożonych historycznych sytuacjach. Rzeczywiście „pomiar szczęśliwości” zakładał dość uproszczoną koncepcję ludzkiej natury, by wyjaśnić psycho-społeczne okoliczności ludzkich czynów z zachowaniem ich niepowtarzalnego charakteru. Jednakże nie była to metoda zupełnie ahistoryczna, choć zakładała sprowadzenie nieskończonej złożoności występującej w realnych okolicznościach ludzkiego działania, do prostego binarnego układu odnajdowanego w wielu różnych sytuacjach. Proces redukcji polegał na sprowadzaniu bardzo złożonych uzasadnień działań do dążenia ku jednej z wielu rodzajów przyjemności lub unikania jednej z wielu rodzajów przykrości. Kategoryzacja tych dwóch wartości była na tyle złożona by ogarnąć (upraszczająco) uzasadnienia działania, odwołujące się do wielu różnych hierarchii wartości: etycznych, estetycznych, sensualnych, materialnych.